# Fenaminsav
A fenaminsav fehér vagy szürkésfehér, vízben oldhatatlan kristályos por.
Köztes termék festékek, pigmentek és a szacharin előállításához. Észtereiből parfümöket, nem-szteroid gyulladáscsökkentő gyógyszereket (mefenaminsav, flufenaminsav(en), floktafenin(en), tolfenaminsav(en)), UV-sugárzást elnyelő anyagokat, fémkorrózió-gátlókat és a szójaszósz penészedését gátló anyagokat gyártanak.
Önkondenzációval akridon(en) állítható elő belőle, mely ugyancsak gyógyszer alapanyag.

## Előállítás
2-klór-benzoesavból(en) és anilinből, réz(II)-oxid katalizátorral (Goldberg-reakció(en)):
Mikrohullám segítségével is előállítható.

## Fordítás
- Ez a szócikk részben vagy egészben  a   Fenamic acid című angol Wikipédia-szócikk fordításán alapul.  Az eredeti cikk szerkesztőit annak laptörténete sorolja fel. Ez a jelzés csupán a megfogalmazás eredetét és a szerzői jogokat jelzi, nem szolgál a cikkben szereplő információk forrásmegjelöléseként.